# Oxford Motor Cars & Foundries
Oxford Motor Cars & Foundries Ltd. war ein kanadisches Unternehmen und Hersteller von Automobilen.

## Unternehmensgeschichte
Mitglieder der französisch-kanadischen Familie Pontbriand betrieben bereits ab 1882 in Sorel-Tracy ein Unternehmen im Bereich Maschinenbau. 1912 beschlossen sie, in die Automobilproduktion einzusteigen. Sie gründeten ein neues Unternehmen in Montreal und besetzten 14 der 15 Führungspositionen. Sie engagierten den US-amerikanischen Fahrzeugkonstrukteur H. M. Potter als 15. Führungsperson. Eine neue Fabrik im Vorort Maisonneuve wurde im Dezember 1913 fertiggestellt. Dann begann die Produktion. Der Markenname lautete Oxford. Viele Teile wurden aus den USA bezogen. Nachdem der Import aufgrund des Ersten Weltkriegs schwierig wurde, endete im Oktober 1914 die Produktion. Pläne zur Wiedereröffnung im folgenden Frühjahr konnten nicht durchgeführt werden. 1915 wurde alles verkauft. Insgesamt entstanden drei Personenkraftwagen und ein Lastkraftwagen.

## Fahrzeuge
Geplant waren die Modelle D-Four und C-Six, von denen nur der letztgenannte auch tatsächlich produziert wurde. Ein Sechszylindermotor trieb die Fahrzeuge an. Zwei Tourenwagen, ein Roadster und ein Fahrgestell für einen Lkw-Aufbau sind überliefert.